# Villadecanes
Villadecanes es una localidad perteneciente al municipio de Toral de los Vados, en la comarca de El Bierzo, provincia de León, comunidad autónoma de Castilla y León, España. 
El municipio de Toral de los Vados era denominado hasta 2010 como Villadecanes. El Ayuntamiento permanece en la localidad de Toral de los Vados desde 1927, cuando fue trasladado desde Villadecanes.
El pueblo de Villadecanes propio consta de dos barrios bien diferenciados: Villadecanes y Parandones.

## Geografía
Su ubicación geográfica es 42°34′46″N 6°45′35″O / 42.57944, -6.75972. Se halla en un cerro a los pies del CASTRO BERGIDUM (Castro Ventosa). Sus accesos principales por carretera son la radial N-VI y la A-6, a escasos 3 kilómetros. Se encuentra a 4 kilómetros de Cacabelos y a 5 de Villafranca del Bierzo. La capital de la comarca, Ponferrada, está situada a 18 km y desde la mayor parte del pueblo se divisan los picos rojos de Las Médulas (antiguas minas de oro romanas).

## Demografía
Según los datos del INE (2010), Villadecanes cuenta con una población empadronada de 272 habitantes.

## Agricultura
Destacan las huertas, las numerosas plantaciones de frutales y las viñas que se pueden encontrar en todo el municipio con una gran calidad en sus vinos tanto jóvenes como reservas acogidos a la Denominación de Origen Bierzo.

## Gastronomía
En la zona de la localidad cabe destacar seis productos: el pimiento, la manzana reineta, el vino, la cecina, el botillo y la pera. Hay varias etiquetas Denominación de Origen para los productos de la zona.

## Festejos
Sus fiestas patronales en honor al Sagrado Corazón de Jesús se celebran el primer domingo de agosto. El 20 de enero se celebra la fiesta con hoguera en honor a San Sebastián. Estos últimos años se celebra en agosto, la concentración motera y la fiesta de los druidas.

## Personas destacadas
- Ramón Carnicer Blanco. Escritor villafranquino que residió en su juventud en Villadecanes.
- Sampiro, natural de Iglesia del Campo, cronista, notario y Obispo de Astorga.
- Jan, historietista, creador de Super López.